# Baidyabati
Baidyabati (en bengalí: বৈদ্যবাটী ) es una ciudad de la India, en el distrito de Hugli, estado de Bengala Occidental.

## Geografía
Se encuentra a una altitud de 11 m s. n. m. a 31 km de la capital estatal, Calcuta, en la zona horaria UTC +5:30.

## Demografía
Según estimación 2010 contaba con una población de 124 349 habitantes.
El médico Madhusudan Gupta (1800-1856), nacido en Baidiabati, fue el primer indio que realizó una autopsia (la religión hinduista prohíbe el contacto de una persona de casta alta con un cadáver).